# IZUMO4
IZUMO4 (англ. IZUMO family member 4) – білок, який кодується однойменним геном, розташованим у людей на короткому плечі 19-ї хромосоми. Довжина поліпептидного ланцюга білка становить 232 амінокислот, а молекулярна маса — 26 510.
| 10         |  | 20         |  | 30         |  | 40         |  | 50         |
| ---------- |  | ---------- |  | ---------- |  | ---------- |  | ---------- |
| MALLLCLVCL |  | TAALAHGCLH |  | CHSNFSKKFS |  | FYRHHVNFKS |  | WWVGDIPVSG |
| ALLTDWSDDT |  | MKELHLAIPA |  | KITREKLDQV |  | ATAVYQMMDQ |  | LYQGKMYFPG |
| YFPNELRNIF |  | REQVHLIQNA |  | IIESRIDCQH |  | RCGIFQYETI |  | SCNNCTDSHV |
| ACFGYNCESS |  | AQWKSAVQGL |  | LNYINNWHKQ |  | DTSMRPRSSA |  | FSWPGTHRAT |
| PAFLVSPALR |  | CLEPPHLANL |  | TLEDAAECLK |  | QH         |  |            |

A: Аланін

C: Цистеїн

D: Аспарагінова кислота

E: Глутамінова кислота

F: Фенілаланін

G: Гліцин

H: Гістидин

I: Ізолейцин

K: Лізин

L: Лейцин

M: Метіонін

N: Аспарагін

P: Пролін

Q: Глутамін

R: Аргінін

S: Серин

T: Треонін

V: Валін

W: Триптофан

Задіяний у такому біологічному процесі, як альтернативний сплайсинг. 
Секретований назовні.